# سان بيدرو سولا

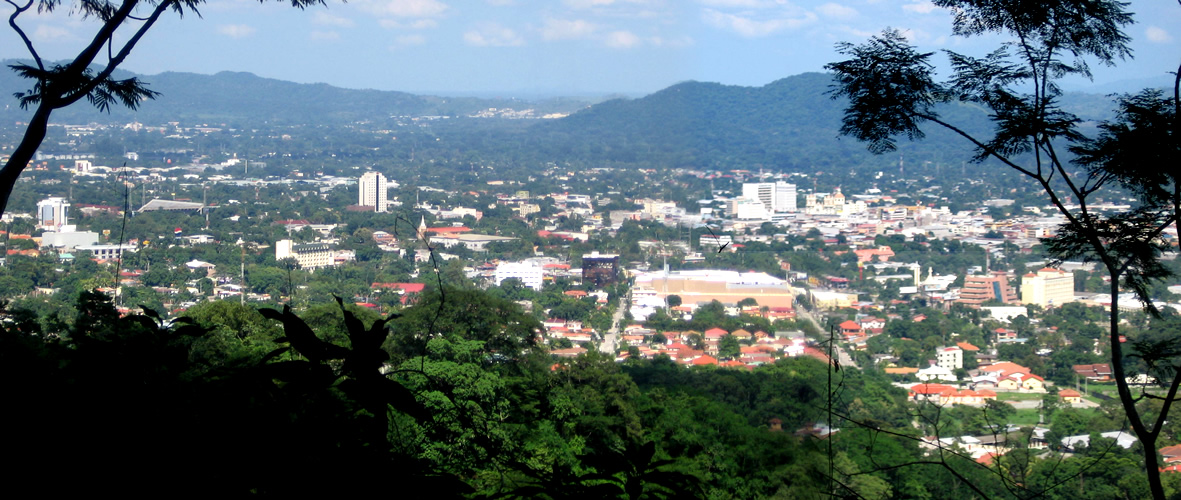

سان بيدرو سولا (بالإنجليزية: San Pedro Sula)‏ مدينة تقع في شمال غرب هندوراس بالتحديد في وادي دي سولا الذي يبعد 60 كيلومتر عن مدينة بويرتو كورتيز المطلة على البحر الكاريبي . يبلغ عدد سكان المدينة 802,598 نسمة حسب إحصاء سنة 2010 بينما تبلغ مساحتها 136 كيلومتر مربع . و أصبحت من أكثر مدن العالم في نسبة الخطورة نظراً لانتشار الفساد وجرائم القتل بصورة مبالغ فيها .

## المناخ
يظهر الجدول التالي التغييرات المناخية على مدار السنة لسان بيدرو سولا:
| البيانات المناخية لـسان بيدرو سولا                                                           | البيانات المناخية لـسان بيدرو سولا | البيانات المناخية لـسان بيدرو سولا | البيانات المناخية لـسان بيدرو سولا | البيانات المناخية لـسان بيدرو سولا | البيانات المناخية لـسان بيدرو سولا | البيانات المناخية لـسان بيدرو سولا | البيانات المناخية لـسان بيدرو سولا | البيانات المناخية لـسان بيدرو سولا | البيانات المناخية لـسان بيدرو سولا | البيانات المناخية لـسان بيدرو سولا | البيانات المناخية لـسان بيدرو سولا | البيانات المناخية لـسان بيدرو سولا | البيانات المناخية لـسان بيدرو سولا |
| الشهر                                                                                        | يناير                              | فبراير                             | مارس                               | أبريل                              | مايو                               | يونيو                              | يوليو                              | أغسطس                              | سبتمبر                             | أكتوبر                             | نوفمبر                             | ديسمبر                             | المعدل السنوي                      |
| -------------------------------------------------------------------------------------------- | ---------------------------------- | ---------------------------------- | ---------------------------------- | ---------------------------------- | ---------------------------------- | ---------------------------------- | ---------------------------------- | ---------------------------------- | ---------------------------------- | ---------------------------------- | ---------------------------------- | ---------------------------------- | ---------------------------------- |
| الدرجة القصوى °م (°ف)                                                                        | 37.2 (99.0)                        | 39.5 (103.1)                       | 42.8 (109.0)                       | 42.0 (107.6)                       | 42.0 (107.6)                       | 41.1 (106.0)                       | 38.0 (100.4)                       | 38.8 (101.8)                       | 39.2 (102.6)                       | 37.8 (100.0)                       | 37.5 (99.5)                        | 37.0 (98.6)                        | 42.8 (109.0)                       |
| متوسط درجة الحرارة الكبرى °م (°ف)                                                            | 29.2 (84.6)                        | 30.4 (86.7)                        | 33.0 (91.4)                        | 34.0 (93.2)                        | 35.2 (95.4)                        | 34.3 (93.7)                        | 33.3 (91.9)                        | 33.4 (92.1)                        | 33.5 (92.3)                        | 31.6 (88.9)                        | 30.2 (86.4)                        | 29.2 (84.6)                        | 32.3 (90.1)                        |
| المتوسط اليومي °م (°ف)                                                                       | 23.5 (74.3)                        | 24.1 (75.4)                        | 25.8 (78.4)                        | 27.1 (80.8)                        | 28.1 (82.6)                        | 27.7 (81.9)                        | 27.1 (80.8)                        | 27.3 (81.1)                        | 27.2 (81.0)                        | 26.0 (78.8)                        | 24.7 (76.5)                        | 23.7 (74.7)                        | 26.0 (78.8)                        |
| متوسط درجة الحرارة الصغرى °م (°ف)                                                            | 19.8 (67.6)                        | 20.0 (68.0)                        | 21.4 (70.5)                        | 22.5 (72.5)                        | 23.8 (74.8)                        | 23.8 (74.8)                        | 23.2 (73.8)                        | 23.3 (73.9)                        | 23.3 (73.9)                        | 22.5 (72.5)                        | 21.4 (70.5)                        | 20.4 (68.7)                        | 22.1 (71.8)                        |
| أدنى درجة حرارة °م (°ف)                                                                      | 12.8 (55.0)                        | 10.0 (50.0)                        | 13.4 (56.1)                        | 15.0 (59.0)                        | 20.2 (68.4)                        | 17.0 (62.6)                        | 18.9 (66.0)                        | 18.9 (66.0)                        | 18.9 (66.0)                        | 13.9 (57.0)                        | 15.0 (59.0)                        | 12.8 (55.0)                        | 10.0 (50.0)                        |
| الهطول مم (إنش)                                                                              | 72.0 (2.83)                        | 59.6 (2.35)                        | 32.0 (1.26)                        | 32.1 (1.26)                        | 62.9 (2.48)                        | 142.4 (5.61)                       | 110.2 (4.34)                       | 105.7 (4.16)                       | 151.7 (5.97)                       | 147.8 (5.82)                       | 135.3 (5.33)                       | 121.7 (4.79)                       | 1٬173٫4 (46.20)                    |
| متوسط أيام هطول الأمطار (≥ 1.0 mm)                                                           | 6                                  | 5                                  | 3                                  | 4                                  | 4                                  | 10                                 | 10                                 | 10                                 | 10                                 | 10                                 | 9                                  | 8                                  | 89                                 |
| متوسط الرطوبة النسبية (%)                                                                    | 84                                 | 81                                 | 77                                 | 75                                 | 74                                 | 76                                 | 79                                 | 79                                 | 79                                 | 81                                 | 83                                 | 85                                 | 80                                 |
| ساعات سطوع الشمس الشهرية                                                                     | 186.0                              | 178.0                              | 238.7                              | 222.0                              | 220.1                              | 201.0                              | 210.8                              | 198.4                              | 183.0                              | 198.4                              | 156.0                              | 155.0                              | 2٬347٫4                            |
| ساعات سطوع الشمس اليومية                                                                     | 6.0                                | 6.3                                | 7.7                                | 7.4                                | 7.1                                | 6.7                                | 6.8                                | 6.4                                | 6.1                                | 6.4                                | 5.2                                | 5.0                                | 6.4                                |
| المصدر #1: الإدارة الوطنية للمحيطات والغلاف الجوي                                            |                                    |                                    |                                    |                                    |                                    |                                    |                                    |                                    |                                    |                                    |                                    |                                    |                                    |
| المصدر #2: الأرصاد الجوية الألمانية (sun and humidity), Meteo Climat (record highs and lows) |                                    |                                    |                                    |                                    |                                    |                                    |                                    |                                    |                                    |                                    |                                    |                                    |                                    |

## توأمة
لسان بيدرو سولا اتفاقيات توأمة مع كل من:
- دويسبورغ (2008 - )
- سان خوسيه
- تاي شانغ

## أعلام
- ميلتون فلوريس
- فلافيو أورتيغا
- ديفيد سوازو
- كارلو كوستلي
- فرنسيسكو خافيير توليدو
- خوان البرتو ميلغار كاسترو
- لويس لوبيز فرنانديز
- خوسيه كاردونا
- ماريو مارتينيز
- كارلوس منسيا